# Microstigmatidae
Los microstigmátidos (Microstigmatidae) son una pequeña familia de arañas (Araneae) formada por quince especies descritas en siete géneros. Son pequeñas arañas terrestres y salvajes que no utilizan mucho su seda.
La familia fue movida desde la familia Dipluridae en 1981. La subfamilia Pseudonemesiinae de la familia Ctenizidae también fue añadida dentro de Microstigmatidae.

## Especies
Subfamilias según Joel Hallan.
- Micromygalinae Platnick & Forster, 1982

- Micromygale Platnick & Forster, 1982

- Micromygale diblemma Platnick & Forster, 1982 — Panamá

- Microstigmatinae Roewer,

- Envia Ott and Höfer, 2003

- Envia garciai Ott and Höfer, 2003 (Brasil)

- Microstigmata Strand, 1932 — Sudáfrica

- Microstigmata amatola Griswold, 1985
- Microstigmata geophila (Hewitt, 1916)
- Microstigmata lawrencei Griswold, 1985
- Microstigmata longipes (Lawrence, 1938)
- Microstigmata ukhahlamba Griswold, 1985
- Microstigmata zuluensis (Lawrence, 1938)

- Ministigmata Raven & Platnick, 1981

- Ministigmata minuta Raven & Platnick, 1981 — Brasil

- Pseudonemesia Caporiacco,

- Pseudonemesia kochalkai Raven & Platnick, 1981 — Colombia
- Pseudonemesia parva Caporiacco, 1955 — Venezuela

- Spelocteniza Gertsch, 1982

- Spelocteniza ashmolei Gertsch, 1982 — Ecuador

- Xenonemesia Goloboff, 1989

- Xenonemesia araucaria Indicatti et al., 2008 — Brasil
- Xenonemesia otti Indicatti, Lucas & Brescovit, 2007 — Brasil
- Xenonemesia platensis Goloboff, 1989 — Brazil, Argentina, Uruguay